# Negrilla de Palencia
Negrilla de Palencia là một đô thị ở tỉnh Salamanca, phía tây Tây Ban Nha, cộng đồng tự trị Castile-Leon. Đô thị này có cự ly 17 kilômét so với thành phố tỉnh lỵ Salamanca và có dân số 120 người.
Đô thị này có diện tích 11.78 km².
Đô thị này nằm ở khu vực có độ cao 824 mét trên mực nước biển.
Mã số bưu chính là 37799.